# Villa dei Quintili
Villa dei Quintili, även Villa dei Quintilii, är en romersk villa vid Via Appia Antica i Rom. Villan uppfördes på 100-talet e.Kr. av bröderna Sextus Quintilius Condianus och Sextus Quintilius Valerius Maximus, vilka tillsammans beklädde konsulsämbetet år 151 e.Kr. Villa dei Quintili, som är en villa suburbana, ingår i Parco archeologico dell'Appia Antica i zonen Torricola i sydöstra Rom.
Bröderna Condianus och Maximus åtnjöt kejsarna Antoninus Pius och Marcus Aurelius gunst, men deras rikedom och militära framgångar väckte emellertid kejsar Commodus avundsjuka. År 183 anklagade han dem för att konspirera mot honom och lät mörda dem; Commodus konfiskerade deras egendom, även villan.
Villan bestod av vidsträckta trädgårdar, bland annat ett nymfeum, termer och en hippodrom.
Arkeologen och målaren Gavin Hamilton lät år 1776 gräva ut en del av villan; då påträffades fem antika skulpturer, bland andra Venus Braschi och Pojke med gås.

## Bilder
| - Venus Braschi. - Pojke med gås. |